# 愛さえあれば
『愛さえあれば』（あいさえあれば、Den skaldede frisør）は、2012年のデンマークのロマンティック・コメディ映画。スサンネ・ビア監督、ピアース・ブロスナン主演である。南イタリアを舞台に新郎の父親と新婦の母親による大人の恋を描いている。

## ストーリー
娘アストリッドの結婚を目前に控えた美容師のイーダは、乳癌のために乳を切除することにする。治療を終え、自宅に戻ると夫のライフが若い女と浮気している現場を目撃する。一方、アストリッドの婚約者パトリックの父親であるイギリス人のフィリップは妻の死から立ち直れないまま仕事にひたすら打ち込む日々を過ごしている。そんなイーダとフィリップは子供たちの結婚式が行われる南イタリアのソレントで出会い、徐々に惹かれあっていく。

## キャスト
- フィリップ: ピアース・ブロスナン - 会社経営者。
- イーダ: トリーヌ・ディルホム（英語版） - 美容師。
- ライフ: キム・ボドゥニア - イーダの夫。
- ベネディクテ: パプリカ・スティーン（英語版） - フィリップの亡妻の妹。
- パトリック: セバスチャン・イェセン（デンマーク語版） - フィリップの息子。新郎。
- アストリッド: モリー・ブリキスト・エゲリンド（デンマーク語版） - イーダの娘。新婦。
- ティルデ: クリスティアーヌ・シャウンブルク＝ミュラー（デンマーク語版） - ライフの愛人。
- ケネト: ミッキー・スケール・ハンセン（デンマーク語版） - イーダの息子でアストリッドの弟。
- ヴィーベ: ボディル・ヨルゲンセン（英語版） - イーダの同僚。

## 作品の評価
Rotten Tomatoesによれば、108件の評論のうち、75%にあたる81件が高く評価しており、平均して10点満点中6.44点を得ている。
Metacriticによれば、26件の評論のうち、高評価は16件、賛否混在は10件、低評価はなく、平均して100点満点中60点を得ている。